# 마카오 조직장정
마카오 조직장정(중국어: 澳門組織章程, 포르투갈어: Estatuto Orgânico de Macau)은 포르투갈령 마카오를 위해 마련된 포르투갈의 조직법이다. 1976년 2월 17일 비준되었으며, 포르투갈 법은 또한 마카오를 "포르투갈 행정부의 중국 영토"로 재분류했다. 1979년 9월 14일 법률 제53/79호, 1990년 5월 10일 법률 제13/90호, 1996년 7월 29일 법률 제23-A/96호를 통해 법령이 순차적으로 개정되었다. 1999년 마카오 반환 이후, 마카오 조직장정은 마카오 특별행정구 기본법으로 변경되었다.

## 같이 보기
- 마카오 특별행정구 기본법